# Marina Massironi
Marina Massironi (Legnano, 16 maggio 1963) è un'attrice, cabarettista e doppiatrice italiana attiva in teatro, cinema e televisione.
Ha vinto il David di Donatello e il Nastro d'argento come migliore attrice non protagonista per il film Pane e tulipani. È inoltre nota per la lunga collaborazione artistica avuta con il trio Aldo, Giovanni e Giacomo.

## Biografia
Nata e cresciuta a Legnano, nell'Alto Milanese, e cugina della doppiatrice Cinzia Massironi, si diplomò nel 1982. Nell'immediato lavorò per un anno come corrispondente in lingue estere per una ditta di calzature, iniziando nel frattempo gli studi di recitazione; circa due anni dopo ebbe le sue prime scritture teatrali. Nel 1985, una volta sposatasi con il collega Giacomo Poretti, conosciuto presso la scuola di teatro di Busto Arsizio, intraprese con questi l'attività cabarettistica creando un duo noto con il nome di Hansel & Strüdel. Doppiatrice televisiva dal 1987, doppiò, tra gli altri, il personaggio di Tinetta, una delle protagoniste della serie animata È quasi magia Johnny, nonché diversi personaggi di City Hunter e de I cavalieri dello zodiaco.
Il sopravvenuto divorzio da Poretti nel 1989, e il successivo matrimonio con l'autore e sceneggiatore Paolo Cananzi nel 1994, non fecero cessare tuttavia la collaborazione artistica con l'ex marito, nel frattempo divenuto parte del trio Aldo, Giovanni e Giacomo: a partire dai primi anni 1990 fino all'inizio degli anni 2000, Massironi ha lavorato con il trio comico dapprima in televisione, poi a teatro e infine al cinema; il suo esordio in un lungometraggio fu proprio in loro compagnia, nel 1997, con Tre uomini e una gamba, partecipando successivamente a Così è la vita e Chiedimi se sono felice.
Nel frattempo, nel 1999 ha recitato in Fuori dal mondo con Silvio Orlando e Margherita Buy, mentre nel 2000 ha vinto sia il Nastro d'argento che il David di Donatello come migliore attrice non protagonista per Pane e tulipani.
Negli anni successivi ha proseguito la carriera di attrice in film televisivi e cinematografici, oltreché in numerosi spettacoli teatrali, nonché di doppiatrice: nel 2001 ha doppiato Celia nel film d'animazione Pixar Monsters & Co. e vent'anni dopo, nel 2021, ha dato la voce alla signora Marsigliese, sia nella versione originale inglese che in quella italiana, nel lungometraggio animato Luca, prodotto dal medesimo studio in collaborazione con Walt Disney Pictures. Nello stesso anno torna a doppiare Celia in Monsters & Co. la serie - Lavori in corso!

## Filmografia

### Cinema

Marina Massironi (a destra) e Giacomo Poretti in Tre uomini e una gamba (1997)

- Tre uomini e una gamba, regia di Aldo, Giovanni e Giacomo e Massimo Venier (1997)
- Così è la vita, regia di Aldo, Giovanni e Giacomo e Massimo Venier (1998)
- Fuori dal mondo, regia di Giuseppe Piccioni (1999)
- Tutti gli uomini del deficiente, regia di Paolo Costella (1999)
- Pane e tulipani, regia di Silvio Soldini (2000)
- 500!, regia di Lorenzo Vignolo, Matteo Zingirian e Giovanni Robbiano (2000)
- Chiedimi se sono felice, regia di Aldo, Giovanni e Giacomo e Massimo Venier (2000)
- Quasi quasi, regia di Gianluca Fumagalli (2002)
- Ti spiace se bacio mamma?, regia di Alessandro Benvenuti (2003)
- Agata e la tempesta, regia di Silvio Soldini (2004)
- Due partite, regia di Enzo Monteleone (2009)
- Letters to Juliet, regia di Gary Winick (2010)
- Pulce non c'è, regia di Giuseppe Bonito (2012)
- Che vuoi che sia, regia di Edoardo Leo (2016)
- Fav e gli altri, regia di Maurizio Zaccaro (2024)
- 50 km all'ora, regia di Fabio De Luigi (2024)

### Televisione
- Professione vacanze – serie TV, episodi 1x02 e 1x04 (1986)
- Dio vede e provvede – serie TV, episodio 2x03 (1998)
- Padri e figli, regia di Gianfranco Albano e Gianni Zanasi – miniserie TV, 6 puntate (2005)
- Cotti e mangiati – serie TV (2006-2008)
- Nemici amici - I promessi suoceri, regia di Giulio Manfredonia – film TV (2010)
- Le ragazze dello swing, regia di Maurizio Zaccaro – miniserie TV, 2 puntate (2010)
- Notte prima degli esami '82, regia di Elisabetta Marchetti – miniserie TV (2011)
- Summertime – serie TV (2021-2022)
- Se mi lasci ti sposo, regia di Matteo Oleotto – film TV (2022)

## Teatro
- Proibito (1984)
- Questa sera si recita a soggetto (1984)
- Il Conte di Carmagnola (1985)
- Aria viziata, regia di Giovanni Storti (1989-1997)
- Ritorno al gerundio (1992-1993)
- Lampi d'estate
- Aria di tempesta
- Lei (1994-1995)
- La peste, regia di Gabriele Calindri (1995)
- I corti di Aldo, Giovanni & Giacomo, regia di Arturo Brachetti (1995-1998)
- Tel chi el telùn, regia di Arturo Brachetti (1999)
- Andrè le magnifique, regia di Ruggero Cara (2000)
- Bulli e pupe, regia di Fabrizio Angelini (2002-2003)
- Due partite, regia di Cristina Comencini (2007)
- Sotto paga, non si paga, regia di Dario Fo (2007-2008)
- La donna che sbatteva nelle porte (2012)
- Tr3s, regia di Chiara Noschese (2013)
- La scuola, regia di Daniele Luchetti (2014-2015)
- Ma che razza di Otello?, regia di Massimo Navone (2017)
- Rosalyn, regia di Serena Sinigaglia (2018)[4]
- Le verità di Bakersfield, regia di Veronica Cruciani (2018-2019)[5]
- Il marito invisibile, testo e regia di Edoardo Erba (2021-2023)
- Il malloppo (2024)

## Programmi TV
- Su la testa! (1992)
- Cielito lindo (1993)
- Detective per una notte (1994)
- Peo (1995)
- Mai dire Gol (1995-1997)
- Scatafascio (1997)
- Comici (1998)
- Mai dire Mundial (1998)
- Premio italiano della musica (1999)
- Saranno maturi (1999)
- Rido (2000)
- L'ottavo nano (2001)
- LOL - Chi ride è fuori (2023)

## Doppiaggio

### Film d'animazione
- Lynn Minmay in Macross - Il film
- Hitomi in Appleseed
- Doris in Vampire Hunter D
- Anice Farm in Borgman: The Last Battle
- Marie Lowenbrau in Nadia e il mistero di Fuzzy (1º doppiaggio)
- Yukari Tsuji in Kamasutra
- Daria Morgendorffer in Daria - Il film: È già autunno?
- Celia Mae in Monsters & Co.
- Grace in Mucche alla riscossa
- Giulietta in Romeo e Giulietta - Amore all'ultima pinna
- Signora Marsigliese in Luca (doppiaggio originale e doppiaggio italiano)

### Televisione
- Katell Pleven, Candice Evans, Christine Langner e Fiona Hutchison in Sentieri
- Amairani e Liliana Weimar in Semplicemente Maria
- Alicia Witt in Hotel Room

### Serie animate
- Daria Morgendorffer in Beavis & Butt-head e Daria (st. 1-4)
- Erica, Noemi, Katia Natoli, Sara, Sabrina Tacchini e bambino in City Hunter
- Jakob, Flare, Regina Esmeralda e Andromeda da bambino ne I Cavalieri dello zodiaco
- Marie in Nadia - Il mistero della pietra azzurra (1º doppiaggio)
- Tinetta in È quasi magia Johnny
- Bat-Mito in Batman - Cavaliere della notte
- Laura (Lunch) in Dragon Ball (2ª edizione, episodi 14-99)
- Elmyra Duff (2ª voce) ne I favolosi Tiny
- Sally Acorn in Sonic
- Celia Mae in Monsters & Co. la serie - Lavori in corso!
- Brittany in Alvin rock'n'roll
- Constance in D'Artagnan e i moschettieri del re
- Sally in Un regno magico per Sally
- Dolceluna in Dolceluna
- Draghetto in La principessa dai capelli blu
- Laura in Bentornato Topo Gigio
- Jim in Il mio amico Huck
- Sophia in Ryo, un ragazzo contro un impero
- Cindy in Sun College
- Fragolina in Occhio ai fantasmi!
- Sweet in L'allegro mondo di Talpilandia
- Romina in A tutto gas
- Mina in Tommy, la stella dei Giants
- Ambra in I cinque samurai
- Shinobu in Lamù - Beautiful Dreamer
- Luna in Peter Pan
- Bob in Voglia di vittoria
- Monica la telecronista in Automodelli - Mini 4WD
- Lala ne Il libro della giungla
- Maria Von Trapp in Cantiamo insieme
- Sophie in Sophie e Vivianne: due sorelle e un'avventura
- Miko Mido in La Blue Girl
- Futura in Diventeremo famose

## Pubblicità
- Danone (1998-1999)
- Levoni (1999-2000)
- Philadelphia (1999-2002)
- Giovanni Rana (2010)

## Riconoscimenti
- David di Donatello
  - 2000 – Migliore attrice non protagonista per Pane e tulipani

- Nastro d'argento
  - 2000 – Migliore attrice non protagonista per Pane e tulipani
  - 2009 –  Candidatura alla migliore attrice non protagonista per Due partite

- Ciak d'oro
  - 1998 - Candidatura alla Migliore attrice non protagonista per Tre uomini e una gamba
  - 1999 – Candidatura alla miglior attrice non protagonista per Così è la vita

- Premio Flaiano sezione teatro
  - 2015 – Premio all'interpretazione per La scuola[6]

- Premio Persefone
  - 2010 – Migliore attrice teatrale per Due partite